# 富艺斯
富艺斯 （原名：Phillips the Auctioneers，简称Phillips de Pury），是一家英国拍卖行。它于1796由哈里·菲利普斯于伦敦西敏市创立，目前在伦敦和纽约均设有总部办公室。 富艺斯在纽约、伦敦、日内瓦及香港均设有拍卖中心，并在欧美及亚洲多地设有代表处。目前公司拍卖门类主要囊括艺术、设计、珠宝和钟表。

## 历史
富艺斯由曾在苏富比供职的哈里·菲利普斯于1796年创立。该公司在创立的首年便举行了12次拍卖，并很快取得了成功。拿破仑和博·布鲁梅尔均是富艺斯的早期赞助人。哈里·菲利普斯于1840年去世，他的儿子威廉·奥古斯塔斯继承了产业，并将拍卖行更名为Phillips & Son；当他的女婿弗雷德里克·尼尔于1882年加入时，公司更名为Phillips, Son & Neale。 20世纪70年代，拍卖行更名为富艺斯（Phillips）。
1999年，该公司的主要股份被卖给了风险投资集团3i，后者很快将其转售以获取可观的利润。 拍卖行于1999年被酩悦·轩尼诗－路易·威登集团的伯纳德·阿尔诺收购。  在经历了一系列灾难性的销售和极其惨重的亏损之后，邦瀚斯拍卖于2001年收购了富艺斯在英国的业务，并将其整合至邦瀚斯名下经营。此后，由于经营不善，公司绝大多数业务都被迫停止经营；一些较小的部门被Simon de Pury和Daniella Luxembourg收购，并以Phillips de Pury & Company的名义进继续经营。2002年，Simon de Pury成为公司主要股东。2008年初，拍卖行在伦敦的霍威克宫建立欧洲总部。 
2008年10月6日，富艺斯被俄罗斯奢侈品集团Mercury Group收购，后者为此支付了大约6000万美元。Simon De Pury于2012年底将剩余股份全部出售给Mercury，并将拍卖行名称改回富艺斯。 
2014年7月，曾在佳士得工作27年的爱德华·多尔曼成为富艺斯的行政总裁。多尔曼加盟后，富艺斯的业务得到了极大的发展。

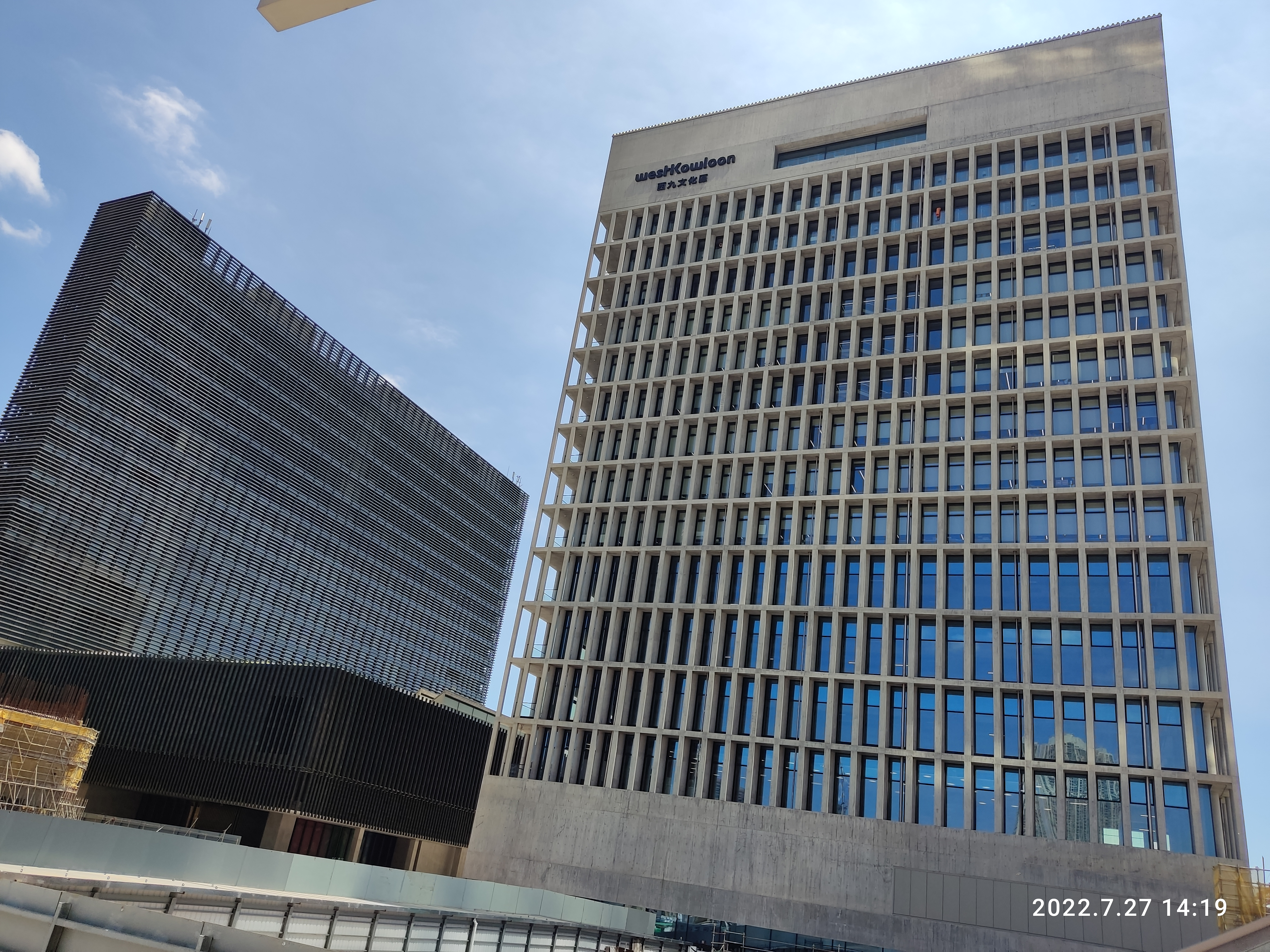
HK_西九_Kln_West_柯士甸道西_Austin_Road_西九龍文化區_West_Kowloon_Cultural_District_建築地盤_construction_site_July_2022_Px3_M+Plus_n_Administration_Building

2023年3月，富藝斯位於香港西九文化區的亞洲全新總部於3月18日啟用，富藝斯更成為香港首家擁有專門打造之永久展覽空間及拍賣廳的國際拍賣行。